# Balneário Pinhal
Balneário Pinhal là một đô thị thuộc bang Rio Grande do Sul, Brasil. Đô thị này có diện tích 113,15 km², dân số năm 2007 là 10517 người, mật độ 92,95 người/km².